# Serhij Žadan
Serhij Viktorovyč Žadan (ukrajinski: Сергій Вікторович Жадан); (Starobiljsk, Luhanska oblast, 23. kolovoza 1974.,); je ukrajinski pjesnik, romanopisac, esejist i prevoditelj. 
Žadan je preveo niz poezija s njemačkog, engleskog, bjeloruskog i ruskog, takvih pjesnika kao što su Paul Celan i Charles Bukowski. Njegovi radovi su prevedeni na njemački, engleski, poljski, srpski, hrvatski, litavski, bjeloruski, ruski, mađarski, armenski i švedski. Danas živi i radi u Harkivu.
U ožujku 2008., ruski prijevod njegova romana »Anarhija u UKR« stigla je do priznanja National Bestseller Prize i postala kandidatom za Knjigu godine na Međunarodnoj izložbi knjiga u Moskvi. Njegov roman »Himna demokratske mladeži« je prilagođen za pozornicu, a izvodi se u Nacionalnom akademskom dramskom kazalištu »Ivan Franko« u Kijivu.

## Djela

### Poezija
- General Juda (Генерал Юда), 1995.
- Pepsi (Пепсі), (1998).
- Balade iz rata i obnove (Балади про війну і відбудову), 2000.
- Povijest kulture na početku stoljeća (Історія культури початку століття), (2003)
- Maradona (Марадона), 2007.
- Etiopija (Ефіопія), 2009.
- Lili Marlene (Лілі Марлен), 2009.

### Proza
- Big Mac (Біґ Мак), zbirka kratkih priča, 2003.
- Depeche Mode (Депеш Мод), 2004.
- Anarhija u UKR, 2005.
- Himna demokratske mladeži (Гімн демократичної молоді), 2006.
- Vorošylovhrad (Ворошиловград), 2010.

### Antologije poezije
- Stanislav +2 (Станіслав +2), 2001.
- "Ch" vrijeme - stihovi o Čečeniji, a ne samo (Время `Ч` Стихи о Чечне и не только.), 2001.
- Mi umrijeti nećemo u Parizu (Ми помрем не в Парижі), 2002.
- Povijest kulture (История культуры), 2004.
- NeIzvjesna Ukrajina (НеИзвестная Украина), 2005.

## Vanjske poveznice
- Žadanova djela (ukr.)
- Žadanov blog, Korrespondent, (ukr.)  Arhivirana inačica izvorne stranice od 23. srpnja 2012. (Wayback Machine)